# Jean-Jacques Origas
Jean-Jacques Origas (ジャン＝ジャック・オリガス) est un universitaire japonologue français, professeur à l'Institut national des langues et civilisations orientales, né le 17 août 1937 et mort le 26 janvier 2003 .

## Biographie
Après des études de lettres classiques et d'allemand à la Sorbonne et à l'École normale supérieure (major de l'agrégation d'allemand en 1960), il choisit de se rendre en 1961, après avoir suivi quelques cours aux Langues'O, à l'université Waseda de Tōkyō pour y préparer une thèse de littérature comparée sur le roman japonais du XIXe et du début du XXe siècle (époque Meiji). Il publie notamment un essai sur le style des œuvres de jeunesse de Mori Ōgai (1964), puis publie sur les œuvres de Natsume Sōseki, Tsubouchi Shōyō ou Masaoka Shiki.
À son retour en France, il devient maître-assistant (1965), puis professeur (1969) à l'École nationale des langues orientales vivantes.
Il entreprend de réformer de fond en comble l'enseignement du japonais, face à une demande en croissance très importante et des moyens matériels insuffisants. Il se partage entre ses recherches sur la littérature moderne et la formation des débutants aux structures élémentaires de la langue japonaise — dans le cours de syntaxe qu’il avait conçu pour la première année.
Il crée le centre d'études japonaises de l'INALCO et sa revue Cipango. Il dirige des centaines de travaux de recherche de second et troisième cycle sur des sujets variés allant de la littérature à d'autres domaines de la culture du Japon moderne, comme l'histoire de l’art, l'éducation, la langue ou le cinéma.
Chargé de mission pour le japonais à l'Inspection générale de l'Éducation nationale, il est très attaché au développement de l'enseignement du japonais dans le secondaire, en France comme au lycée français de Tōkyō, participant activement en 1984 à la mise en place d'une agrégation dont il préside à plusieurs reprises le jury.
Il dirige enfin pour les Presses universitaires de France la rédaction d'un Dictionnaire de littérature japonaise (PUF, 1994, 2000) : œuvre collective, elle réunit près de quatre-vingts spécialistes, dont une grande partie étaient ses anciens étudiants.

## Livres
- Éléments pour l'étude de la langue japonaise, avec Bunkichi Fujimori, Association pour la connaissance du Japon, 1re édition 1970-1972
  - Structure de la langue
  - Analyse et traduction. Textes et schémas
  - Analyse et traduction. Lexique
- Dictionnaire de littérature japonaise, Jean-Jacques Origas (dir.), Paris, PUF, collection « Quadrige », 2000  (ISBN 2-13-050441-8)
- La Lampe d'Akutagawa. Essais sur la littérature japonaise moderne, présenté par Emmanuel Lozerand (d) et Christophe Marquet (d), Paris, Les Belles Lettres, collection « Japon », 2008  (ISBN 978-2-251-72201-6)
- (ja) フランスにおける日本語教育の現状と課題 (Situation actuelle et enjeux de l'enseignement de la langue japonaise en France), 日本語教育. 日本語教育論集 The Japan Foundation Japanese Language Institute, 1994